# Bejläqan
Beyləqan är ett distrikt i Azerbajdzjan. Det ligger i den centrala delen av landet, 200 kilometer väster om huvudstaden Baku. Antalet invånare är 81 700. Arean är 1 131 kvadratkilometer.
Terrängen i Beyləqan är huvudsakligen platt, men västerut är den kuperad.
Följande samhällen finns i Beyləqan:
- Beylagan
- Shakhsevan Pervoye
- Dünyamalılar
- Shakhsevan Vtoroye
- Yeni Mil
- Tatalılar
- Kagramanly
- Aşıqalılar
- Birinci Aşıqlı
- Sharg
- Orankala
- Yuxarı Aran
- İkinci Aşıqlı
- Bolsulu
- Alinazarli
- Orconikidze
- İmanverdili
- Novoye Chemenly
- Amirzeitli
- Xaçınabad

Trakten runt Bejläqan består till största delen av jordbruksmark. Runt Bejläqan är det ganska tätbefolkat, med 70 invånare per kvadratkilometer.